# Arion (ソフトウェア)
Arionは、RandomControlにより開発された、物理ベースの、不偏なレンダリングエンジンである。

## バージョン
Arion standaloneは視覚的UIを持った汎用レンダリングツールである。また、3ds Max及びRhinocerosに統合できるバージョンも存在する。